# Anak (lied)
Anak (Filipijns voor kind of meer precies mijn zoon of mijn dochter) was een wereldhit van de Filipijnse folkzanger Freddie Aguilar. Het nummer was internationaal de grootste hit van Aguilar en werd uitgebracht in vele landen en talen. De originele Tagalog-versie werd in de zomer van 1980 veel gedraaid op Hilversum 3 en werd een gigantische hit. De plaat stond twaalf weken in de Nederlandse Top 40 met een 2e plek als hoogste positie. De plaat bereikte ook de 2e positie in de TROS Top 50 en de 4e positie in de Nationale Hitparade. Het lied was terug te vinden in de eerste 17 edities van de NPO Radio 2 Top 2000.

## Achtergrond
Freddie Aguilar stopte op zijn 18e met school en verliet zijn familie om de wereld rond te gaan reizen. Zijn vader, die graag zag dat hij advocaat zou worden, was hierover erg teleurgesteld. Vijf jaar lang zwierf hij rond, alleen met zijn gitaar. In die tijd was hij ook regelmatig aan het gokken. Na die periode kreeg hij spijt van zijn gedrag. Hij componeerde Anak, een lied waarin hij om vergiffenis vroeg aan zijn ouders. Hij keerde terug naar huis, waar hij met open armen door zijn ouders werd ontvangen.
Aguilars verhaal heeft overeenkomsten met de gelijkenis van de verloren zoon.
Nadat zijn vader de liedtekst had gelezen, werd hun relatie een stuk beter. Niet lang na zijn thuiskomst zou zijn vader zijn overleden.

## NPO Radio 2 Top 2000
| Nummer met noteringen in de NPO Radio 2 Top 2000 | '99 | '00 | '01 | '02  | '03  | '04  | '05 | '06  | '07  | '08  | '09  | '10  | '11  | '12  | '13  | '14  | '15  |
| ------------------------------------------------ | --- | --- | --- | ---- | ---- | ---- | --- | ---- | ---- | ---- | ---- | ---- | ---- | ---- | ---- | ---- | ---- |
| Anak                                             | 963 | 815 | 709 | 1209 | 1156 | 1326 | 770 | 1136 | 1385 | 1124 | 1555 | 1634 | 1249 | 1206 | 1041 | 1420 | 1443 |

1. ↑  Een vetgedrukt getal geeft de hoogste notering aan.
2. ↑  Deze tabel is bijgewerkt tot en met de laatste editie (2024).